# 湘南港灯台
湘南港灯台（しょうなんこうとうだい）は、神奈川県藤沢市江の島の湘南港防波護岸外端に立つ灯台。

## 沿革
- 1964年（昭和39年）9月26日 : 灯台を設置する。塗色および構造:白色・円形鉄造、等級および燈質:無等・明暗緑光・明2秒暗2秒・電灯、光度:870 カンデラ、光達距離:12.5 海里、明弧:全度、高さ:地上から構造物の頂部まで18 m・平均水面上から燈火まで19 m、記事:看守員を常置しない[1]。
- 1974年（昭和49年）9月20日 : 灯質:閃緑光・毎4秒に1閃光・電灯、光度:190 カンデラ、光達距離:8.0 海里へ変更[2]。
  - 10月25日 : 一時仮灯点灯中のところ本灯に復旧する[3]。
- 1992年（平成4年）3月31日 : 塗色および構造:白色・塔形、等級および灯質:無等・等明暗緑光 明2秒暗2秒、記事:削除へ変更する[4]。
- 2002年（平成14年）4月1日 : 位置:北緯35度17分56秒 東経139度29分17秒 / 北緯35.29889度 東経139.48806度、等級および灯質:削除、灯質:等明暗緑光 明2秒暗2秒、光度:700 カンデラ、光達距離:8.5 海里へ変更する[5]。
- 2010年（平成22年）3月15日 : 光度を820 カンデラへ変更する[6]。
- 2016年（平成28年）：湘南港の主要施設の1つとして土木学会選奨土木遺産に選ばれる[7]。